# Fahlavīyāt
Fahlaviyat (em persa: فهلویات; romaniz.: Fahlavīyāt), também escrito como fahlavi (فهلوی), foi uma designação para poesia composta nos dialetos e línguas locais do noroeste do Irã na região de Fahla, que compreendia Isfahan, Rey, Hamadã, Ma Niavende e Azerbaijão, correspondendo à antiga região da Média. Fahlaviyat é uma forma arabizada da palavra persa Pahlavi, que originalmente significava parta, mas agora passou a significar "heroico, velho, antigo." De acordo com os historiadores Siavash Lornejad e Ali Doostzadeh, o Fahlaviyat usado no Azerbaijão foi o antigo azeri.
Fahlaviyat, que descendia dos dialetos medos, foi substancialmente influenciado pela língua persa e também tinha semelhanças linguísticas com a língua parta. O mais antigo quarteto de fahlaviyat foi supostamente escrito no dialeto de Niavende, por um certo Abu Abas Naavandi (falecido em 942/43).
A evidência indica que os sufis persas de Bagdá cantavam quartetos líricos populares durante suas cerimônias de sama no século IX. A língua em que eles cantavam provavelmente não era o árabe, mas dialetos locais iranianos. Poetas como Homã Tabrizi (falecido em 1314/15) e Abdalcádir Maragui (falecido em 1435) escreveram em fahlaviyat.

## Lista de autores
Os seguintes são alguns autores cujas obras são reconhecidas no gênero geral de fahlaviyat:
- Awhadi Maraghai
- Ayn al-Quzat Hamadani
- Baba Tahir
- Safi Adine de Ardabil
- Mama Esmat Tabrizi
- Maghrebi Tabrizi
- Humam-i Tabrizi
- Bundar Razi
- Safina-yi Tabriz